# Clinical Gastroenterology and Hepatology
Clinical Gastroenterology and Hepatology, abgekürzt Clin. Gastroenterol. Hepatol., ist eine wissenschaftliche Fachzeitschrift, die vom Elsevier-Verlag veröffentlicht wird. Derzeit erscheint die Zeitschrift mit zwölf Ausgaben im Jahr. Es werden Arbeiten aus den Bereichen der gastroenterologischen und hepatologischen Klinik veröffentlicht.
Der Impact Factor lag im Jahr 2014 bei 7,896. Nach der Statistik des ISI Web of Knowledge wird das Journal mit diesem Impact Factor in der Kategorie Gastroenterologie und Hepatologie an siebenter Stelle von 76 Zeitschriften geführt.